# Gonianotus
Gonianotus is een geslacht van wantsen uit de familie bodemwantsen (Lygaeidae). Het geslacht werd voor het eerst wetenschappelijk beschreven door Franz Xaver Fieber in 1860.

## Soorten
Het genus bevat de volgende soorten:

- Gonianotus angusticollis Linnavuori, 1953
- Gonianotus barbarus Montandon, A.L., 1890
- Gonianotus brunneus Villiers, 1956
- Gonianotus carayoni Wagner, 1958
- Gonianotus galactodermus Fieber, 1861
- Gonianotus gorgonum Lindberg, H., 1958
- Gonianotus kareli Hoberlandt, L., 1956
- Gonianotus marginepunctatus (Wolff, 1804)
- Gonianotus parilis Kiritshenko, A.N., 1951
- Gonianotus reichardti Kiritshenko, 1928
- Gonianotus tenellus (Jakovlev, B.E., 1883)